# Know Nothing

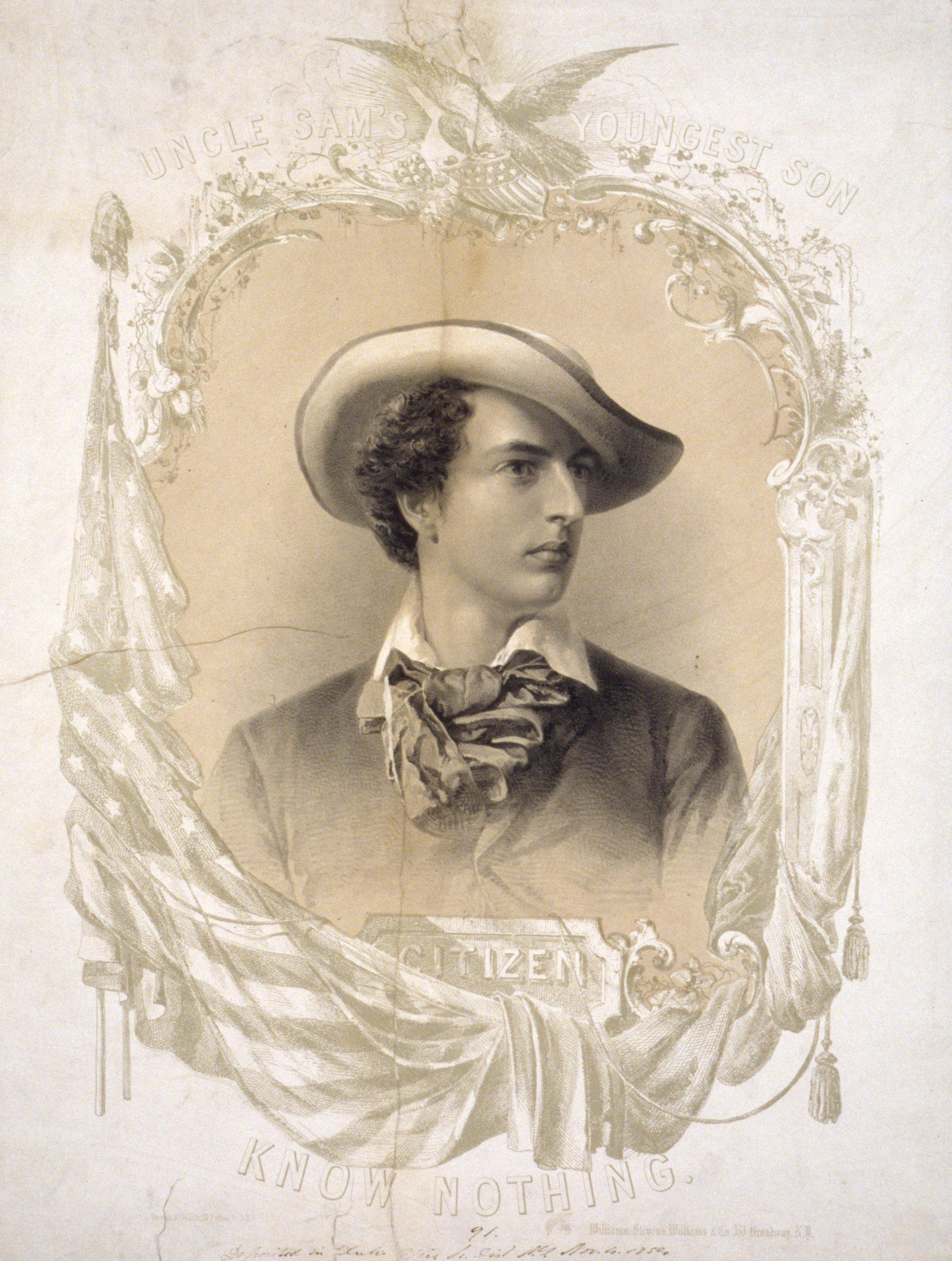
Citoyen Know Nothing, le plus jeune fils de l'Oncle Sam, lithographie de Sarony (1854).
Cette estampe nationaliste, publiée à New York lors de l'apogée du mouvement, récupère les symboles de l'Union (et notamment le Star Spangled Banner à l'origine du nom de la société secrète fondée en 1849) et présente le type idéal du natif-américain en l'opposant implicitement au type irlandais.

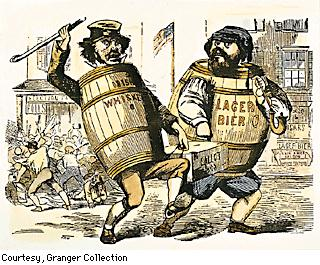
Cette caricature des années 1850, où un immigré irlandais et un immigré allemand (figurés respectivement sous la forme d'un tonneau de whisky et d'un fût de Lager Bier) emportent une urne électorale sur fond d'émeute, correspond aux thèmes nativiste et prohibitionniste des Know Nothing et fait allusion au climat délétère et violent des élections locales auxquelles ils participaient.

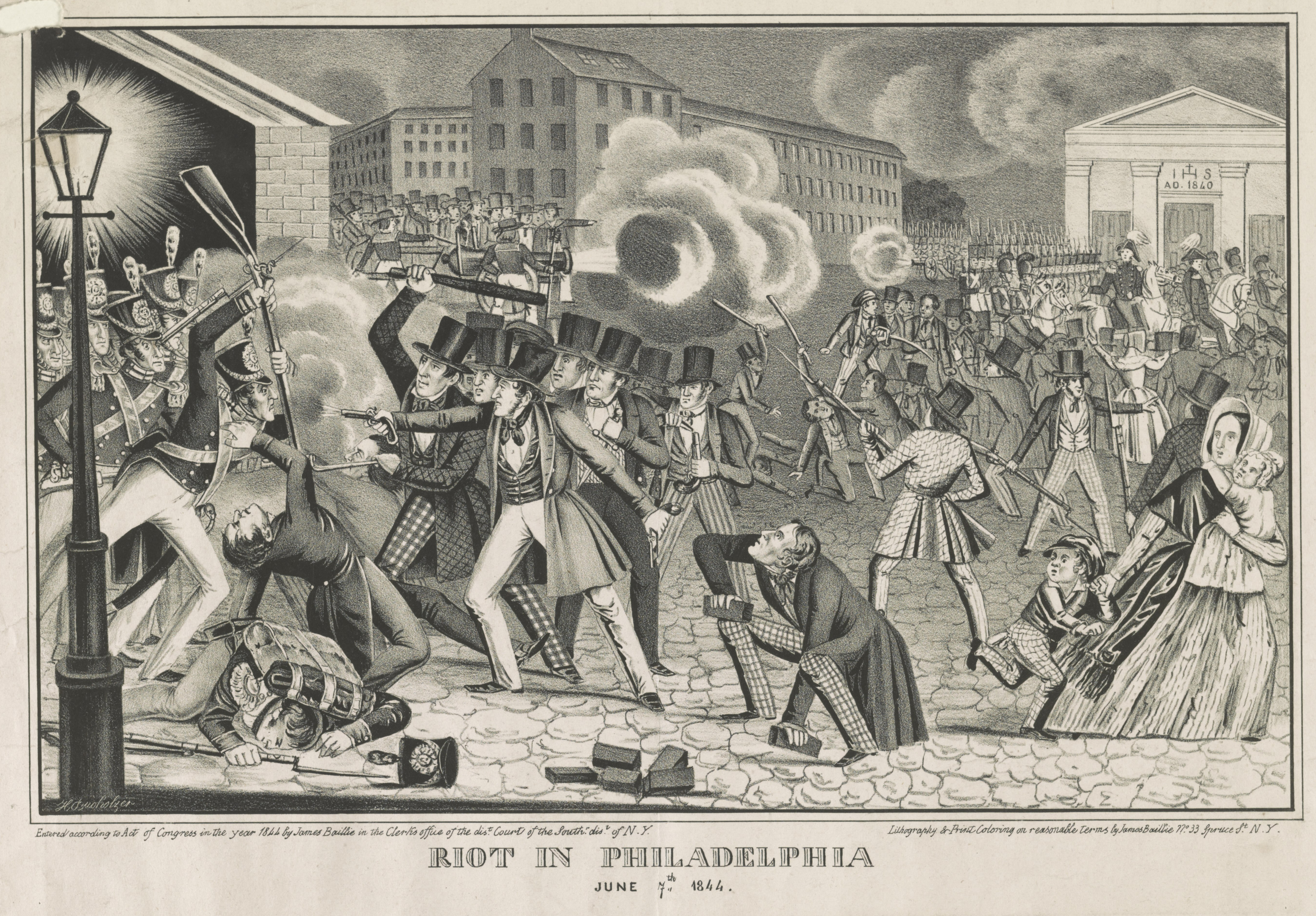
Gravure évoquant l'émeute du 7 juillet 1844 à Philadelphie, première manifestation importante du rejet des immigrés catholiques par les protestants nativistes.
Dans un contexte de tensions confessionnelles, la campagne menée par lAmerican Republican Party provoqua de sanglants affrontements.

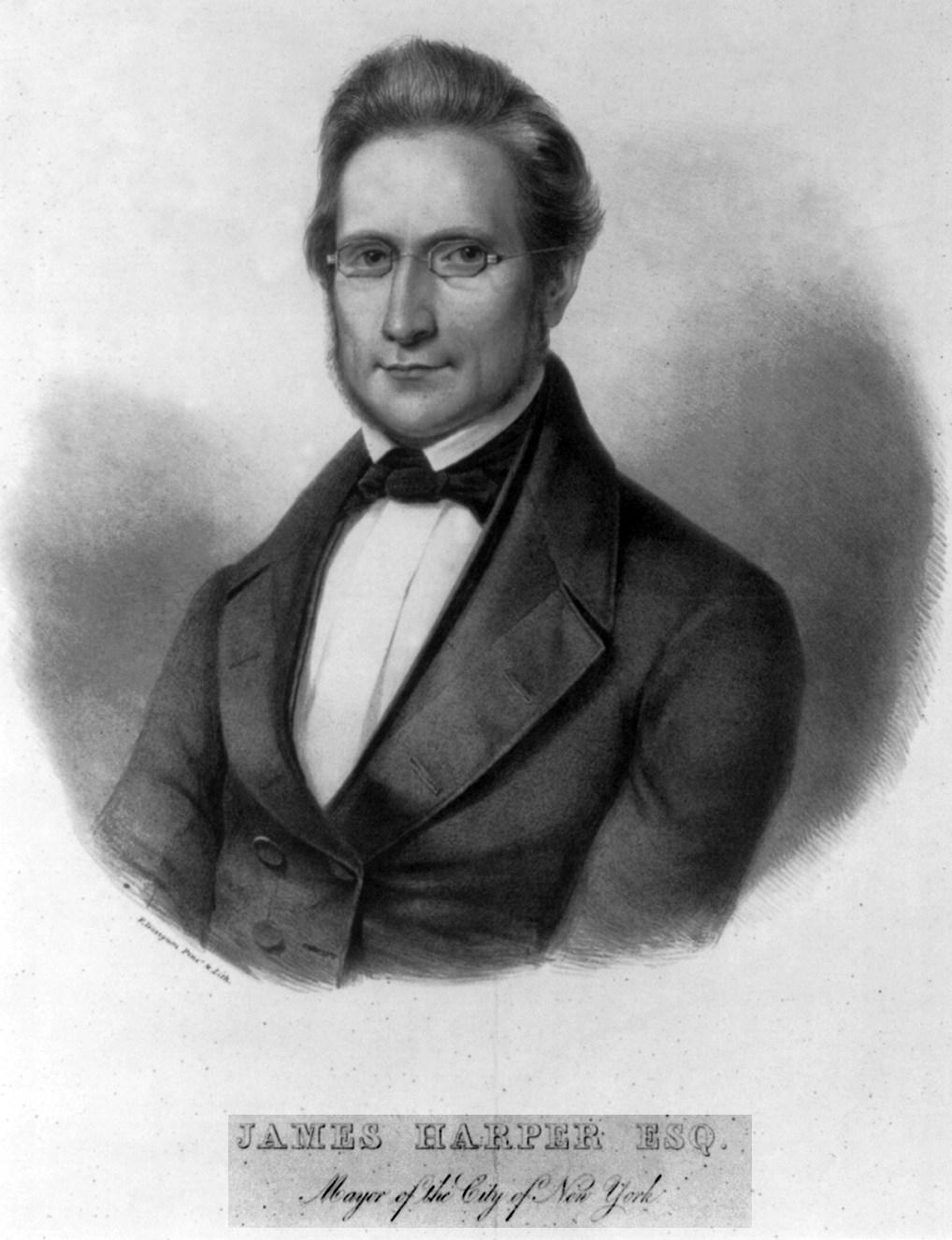
James Harper, maire de New York (1844-45) élu en tant que candidat de lAmerican Republican Party.

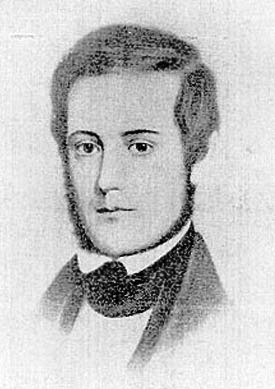
John T. Towers, maire de Washington (1854-1856) élu sous l'étiquette Know-Nothing.

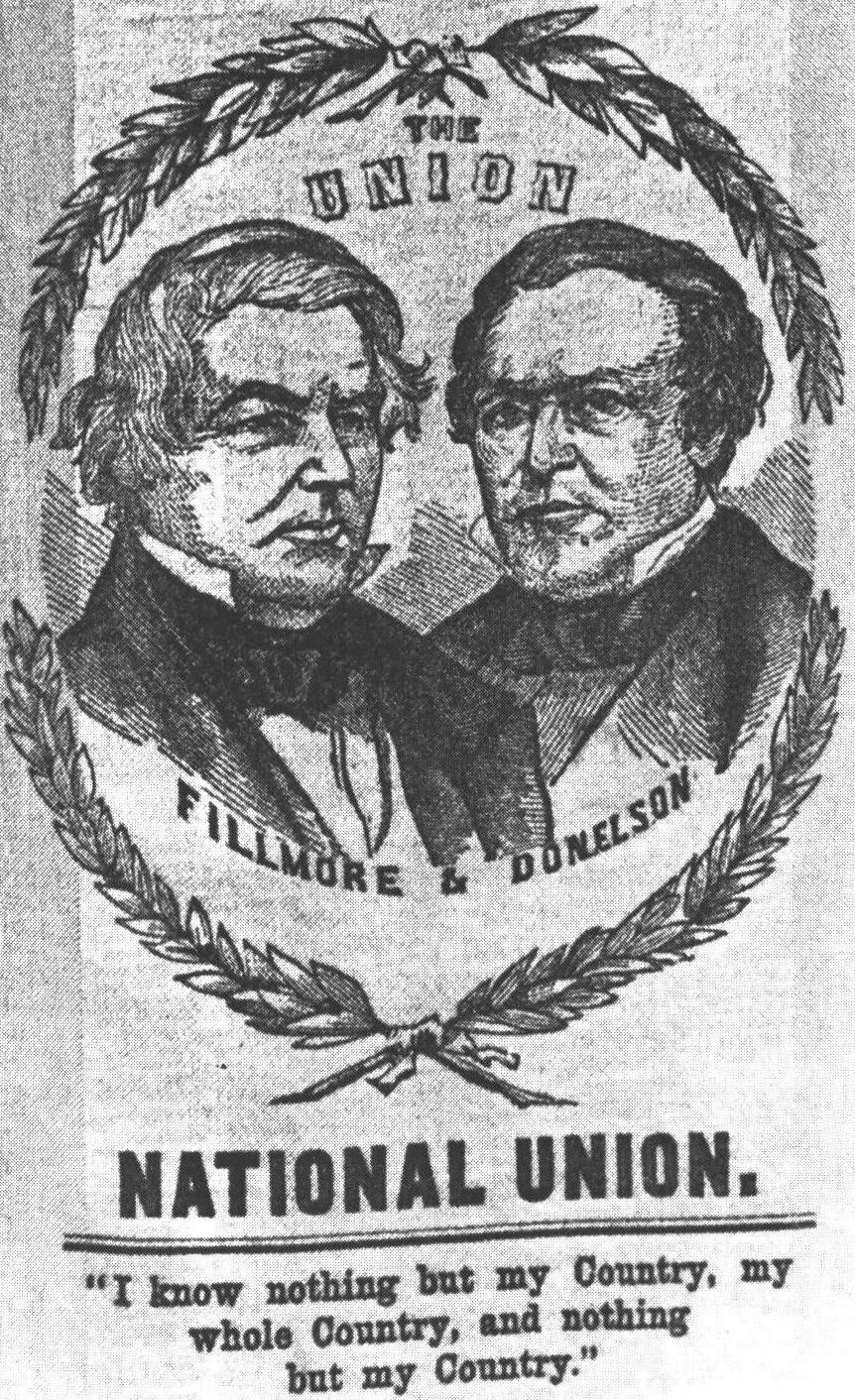
Sur cette affiche électorale de 1856, les premiers mots (« I know nothing… ») de la profession de foi du candidat de lAmerican Party, l'ex-président whig Millard Fillmore, sont une allusion directe aux racines du mouvement nativiste.
Le colistier de Fillmore était le diplomate Andrew Jackson Donelson (1799-1871). Neveu du président Andrew Jackson, dont il fut l'aide de camp puis le secrétaire, Donelson avait quitté le Parti démocrate en 1852.

Le Know Nothing est un mouvement politique américain nativiste du milieu du XIXe siècle.
Organisé à la faveur du rejet de l'importante immigration catholique de la fin des années 1840 par les classes moyennes protestantes, ce courant fut tout d'abord structuré par une société secrète avant de former un véritable parti en 1854 en rejoignant l'American Party.
Ce dernier, installé dans un espace politique libéré par la dissolution du puissant Parti whig, ne compta cependant pas de personnalité politique majeure et ne survécut pas à la bipolarisation de la scène politique américaine, une grande partie de ses troupes finissant par être absorbée par le Parti républicain avant la guerre de Sécession.

## Origine du nom
Le mouvement nativiste s'étant tout d'abord structuré sous la forme d'une société secrète, les membres de cette dernière répondaient invariablement « Je ne sais rien » (« I Know Nothing ») quand ils étaient interrogés sur l'existence de ce mouvement politique.

## Idées politiques
Le mouvement nativiste s'est fondé sur l'opposition de la bourgeoisie et des classes moyennes protestantes à l'immigration massive d'Européens catholiques (principalement originaires d'Irlande et d'Allemagne méridionale), la communauté catholique étant jugée soumise à son clergé et perçue, par conséquent, comme le cheval de Troie d'une politique pontificale contraire aux idéaux libéraux et démocratiques des États-Unis. Outre cette xénophobie anticatholique, le mouvement représentait également une forme d'intégrisme protestant favorable à la prohibition de la vente d'alcool.
L'American Party, incarnation du mouvement à partir de 1854, avait pour plateforme politique :
- une limitation stricte de l'immigration visant particulièrement les immigrants catholiques ;
- la limitation de l'accès aux postes à responsabilité afin de réserver ces derniers aux seuls Américains « natifs » ;
- l'instauration d'un délai de 21 ans minimum avant l'octroi de la citoyenneté américaine à un immigrant ;
- la limitation de l'accès aux postes d'instituteurs dans les écoles publiques afin de les réserver aux seuls protestants ;
- l'instauration de lectures quotidiennes de la Bible protestante dans les écoles publiques ;
- une restriction de la vente d'alcool.

Lors des élections de 1856 et 1860, les Know-Nothing furent rejoints par d'anciens whigs autour du thème de la préservation de l'Union. Battus par le candidat démocrate puis par celui des républicains, ils échouèrent cependant à former une troisième voie capable d'éviter la guerre de Sécession.

## Histoire

### New York et Philadelphie: les berceaux du nativisme (1844)
Si le mouvement nativiste apparut dès les élections municipales de New York en 1836, c'est en 1844 qu'il fit irruption sur la scène politique. En effet, c'est cette année-là que fut formé un premier parti politique, l'American Republican Party (rebaptisé Native American Party après sa convention nationale de juillet 1845), qui prit part aux élections à New York et Philadelphie. Dans cette dernière ville, où les communautés protestante et catholique s'opposaient sur la question de la lecture de la version protestante de la Bible dans les écoles publiques, la campagne nativiste provoqua deux épisodes sanglants d'émeutes pendant lesquels des lieux de culte catholiques furent profanés et détruits, notamment dans le quartier de Kensington (3-8 mai et 6-7 juillet 1844). Deux nativistes philadelphiens, John H. Campbell et Lewis C. Levin (ce dernier ayant incité la foule à saccager et brûler plusieurs églises et un couvent), furent cependant élus à la Chambre des représentants. Quatre nativistes furent également élus à New York, dont l'hôtel de ville fut remporté par le candidat de l'American Republican Party, l'éditeur James Harper.
En décembre de la même année, une fraternité nativiste, l'Ordre des Américains Unis, fut fondée à New York.
Malgré les succès électoraux de 1844 et l'élection de Thomas A. Davis à la mairie de Boston (février 1845), le parti nativiste s'essouffla rapidement en raison de sa faible influence politique et du déplacement de l'attention des nationalistes sur la question mexicaine.
En effet, le Native American Party ne comptait plus qu'un seul représentant à la Chambre à partir de 1847, et plus aucun à partir de 1851.
À l'issue d'une convention nationale qui vit le parti rebaptisé l'American Party, il se contenta de soutenir la candidature unioniste du whig dissident Daniel Webster à l'élection présidentielle américaine de 1852. Webster étant mort quelques jours avant les élections, le parti nativiste le remplaça en urgence par Jacob Broom, qui obtint un score négligeable de 2 566 voix, soit 0,08 % du vote populaire.

### De l'ombre à la lumière: desKnow Nothingà la renaissance de l'American Party(1849-1854)
En 1849, le mouvement bénéficia d'une impulsion nouvelle quand le New-Yorkais Charles B. Allen fonda l'Ordre de la Bannière Étoilée (Order of the Star Spangled Banner), une société secrète dont les membres (obligatoirement majeurs, croyants et protestants) devaient prêter un serment d'obéissance absolue aux consignes de l'Ordre. Interrogés par les journalistes sur l'existence de cette société, les membres de l'Ordre prétendaient n'en savoir rien, d'où leur surnom de Know Nothing inventé par l'éditeur de presse Horace Greeley.
Dirigé à partir de 1852-53 par le négociant James W. Barker, l'Ordre s'agrandit en créant des ramifications au-delà de New-York et du New Jersey, dans les États du Maryland, du Connecticut, du Massachusetts et de l'Ohio.
Opposés au Parti démocrate - alors dominant - qui accueillait de nombreux irlandais parmi ses membres, les Know-Nothing ont tiré profit de la recomposition politique provoquée par la question de l'esclavage et le démantèlement du grand Parti whig, affaibli par les dissensions et dont de nombreux membres se joindront aux nativistes.
Ils jouèrent un rôle considérable lors des élections du printemps et de l'automne 1854, remportant de nombreux succès en Pennsylvanie et en Nouvelle-Angleterre, et notamment dans le Massachusetts où le Know-Nothing Henry Gardner fut élu gouverneur. À Philadelphie, le whig Robert Conrad prit parti pour les Know-Nothing et remporta une écrasante victoire en promettant de réprimer le crime, de fermer les saloons le dimanche et d'interdire l'accès des immigrés aux emplois publics.
À Washington, où les nativistes firent parler d'eux au mois de mars en jetant dans le Potomac le bloc de granit offert par le pape Pie IX pour la construction du Washington Monument, le candidat Know-Nothing John T. Towers (en) fut élu en dépit d'une coalition inédite de Démocrates, Whigs et Freesoilers réunie contre lui et intitulée Anti-Know-Nothing Party. Un député Know-Nothing du Massachusetts, Nathaniel Prentice Banks, fut même élu à la présidence de la Chambre des représentants.
Forts de ces succès électoraux, les Know-Nothing formèrent un parti politique en réactivant l'American Party, auxquels se rallièrent d'anciens whigs, des prohibitionnistes, des démocrates, et même des « natifs » sudistes de confession catholique.
Le parti, qui passa en quelques mois d'environ 50 000 à près d'un million de membres, était alors représenté au Congrès par un sénateur et par 51 représentants faisant de l'American Party la troisième force politique des États-Unis.

### Un déclin rapide (1855-1859)
Malgré ses victoires électorales de 1854 et la croissance spectaculaire de ses troupes, l'American Party déclina très rapidement en raison de l'émergence du Parti républicain et de la volatilité d'adhérents bien moins disciplinés que les membres de l'Ordre fondé en 1849. Ainsi, dès l'année suivante (1855), les Know-Nothing ne remportèrent de victoires qu'en Ohio où ils bénéficièrent du renfort des immigrés allemands luthériens et écossais presbytériens hostiles aux catholiques, et à Chicago où Levi Boone, soutenu par le Chicago Tribune, fut élu maire avant de mener une politique discriminatoire et prohibitionniste qui fut particulièrement préjudiciable aux immigrés allemands et qui provoqua le 21 avril 1855 une émeute opposant natifs protestants et immigrés catholiques, les émeutes de la bière lager (Lager Beer Riot).
Dans les États du Sud dont l'Alabama, les Know-Nothing furent vaincus par les Démocrates, ces derniers étant perçus comme un meilleur rempart contre l'abolitionnisme nordiste. À Louisville, Kentucky, la rivalité entre Know-Nothing et Démocrates entraîna, lors du Bloody Monday du 6 août, la mort d'une vingtaine de personnes ainsi que de nombreuses destructions. Des épisodes semblables eurent lieu à Baltimore (1856), Washington (1857) et à La Nouvelle-Orléans (1858), où les élections furent marquées par des combats de rue entre gangs adverses.
Le déclin de l'American Party fut rapide au Nord, où les Know-Nothing furent divisés sur la question de l'esclavage, les partisans abolitionnistes ayant dès lors rejoint les Républicains (notamment à la suite de l'affaire Dred Scott). Certains Know-Nothing choisirent également le candidat républicain John Charles Frémont à la présidence.
C'est par conséquent un parti affaibli qui soutint la candidature malheureuse de l'ancien président whig Millard Fillmore lors de l'élection de 1856. L'aile esclavagiste du parti survécut encore quelques années à l'échelle locale dans les États du Sud avant d'y être éclipsée par le Parti démocrate avant l'élection de 1860.
Durant cette dernière campagne, le Constitutional Union Party regroupa en vain d'anciens Whigs et Know-Nothing autour du thème (déjà abordé lors de la campagne de 1856) de la préservation de l'Union face aux menaces de division portées par l'affrontement entre les Républicains nordistes et les Démocrates sudistes. Le candidat de ce parti, l'ancien sénateur Know Nothing du Tennessee, John Bell, n'arriva qu'en quatrième position.

## Héritage
Si le nom de l'American Party fut réutilisé par certaines formations politiques à la fin du XIXe siècle (notamment en 1887), le terme de Know Nothing, synonyme de nativisme aveugle, devint une injure dès le début du XXe siècle. Au début du XXIe siècle, le terme fut réutilisé lors des débats sur la réforme des politiques américaines de l'immigration.
Cette page de l'histoire des États-Unis fut redécouverte par le grand public à la faveur du film Gangs of New York (Martin Scorsese, 2002), qui s'inspire de la vie de William Poole dit « Bill le Boucher », meneur du gang des Bowery Boys actif dans le quartier new-yorkais de Five Points et figure historique locale du nativisme.

## Personnalités du mouvement nativiste

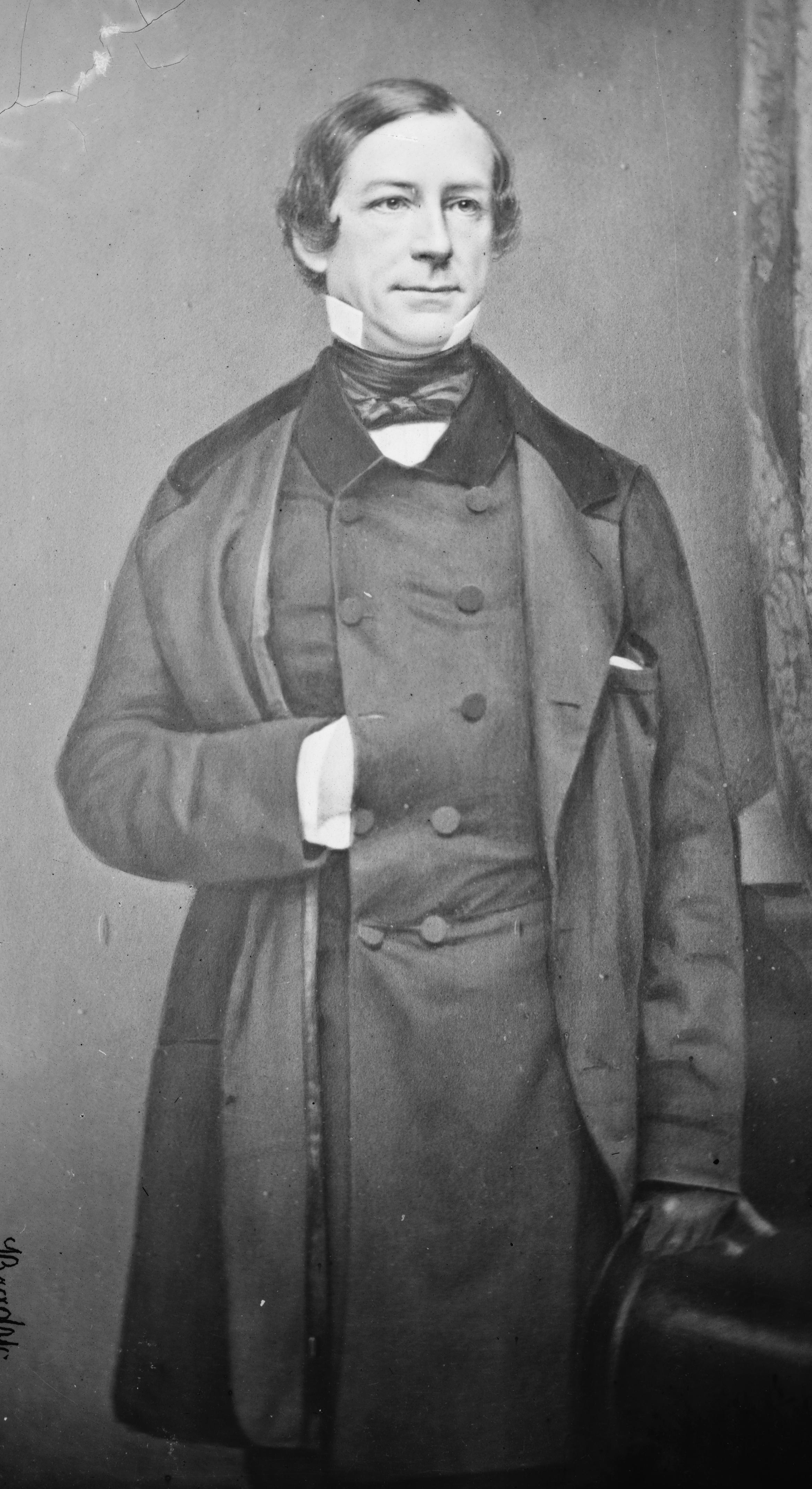
Le démocrate Fernando Wood fut un des membres de la société secrète créée à New York en 1849.

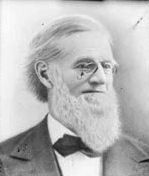
Levi Boone, maire Know Nothing de Chicago.

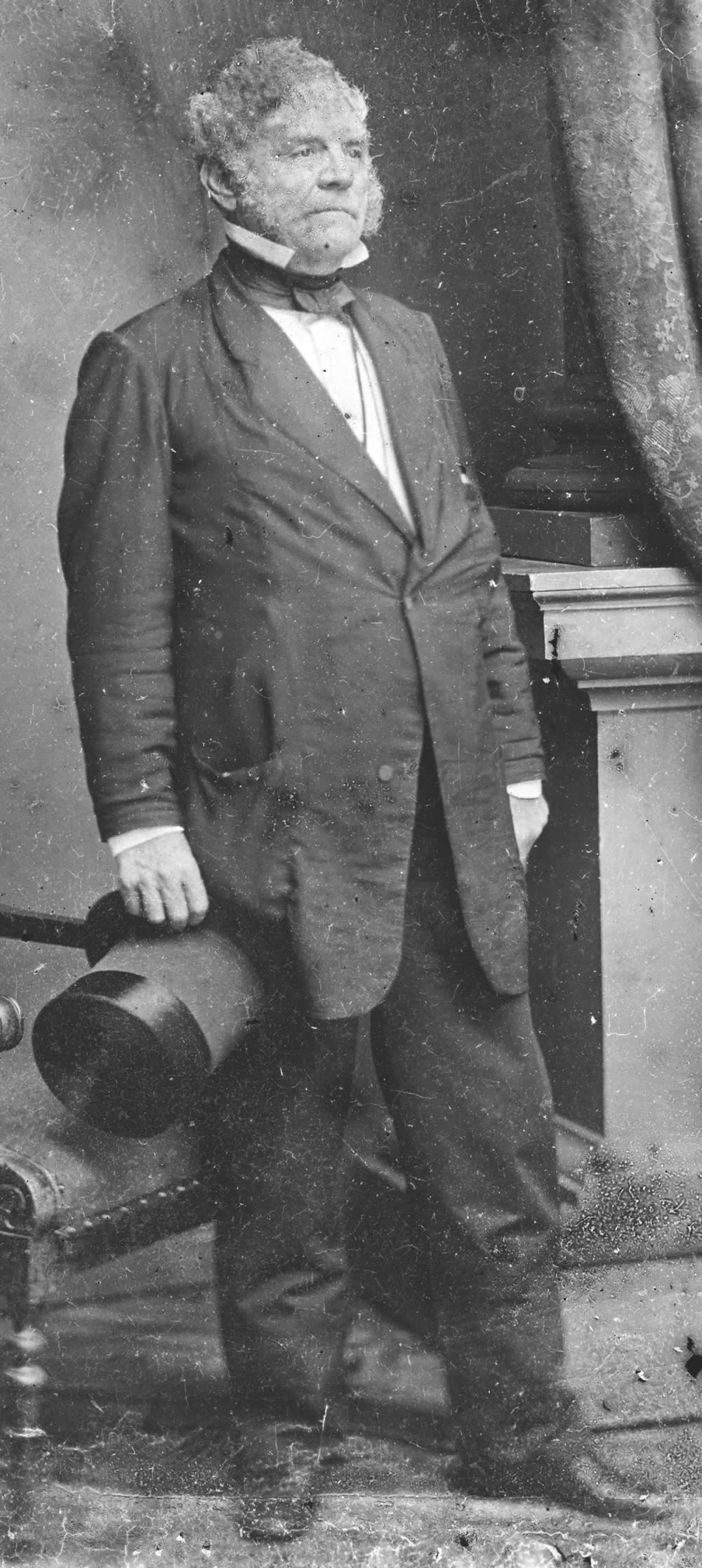
Thomas Holliday Hicks, gouverneur Know Nothing du Maryland.

### Membres de l'Ordre de la bannière étoilée
- Charles B. Allen, fondateur de l'Ordre en 1849, dirigeant du mouvement jusqu'en 1852 ;
- James W. Barker, ancien whig et cofondateur de l'Ordre qu'il dirigea à partir de 1852-53 ;
- DeWitt C. Littlejohn (1818-1892), maire d'Oswego (État de New York) en 1849-50, fut membre de l'Ordre avant de devenir un parlementaire républicain ;
- Fernando Wood (1812-1881), ancien parlementaire démocrate, appartint à l'Ordre avant de rejoindre le Tammany Hall, d'obédience démocrate, et d'être élu maire de New York (1855-58 et 1860-62).

### Parlementaires de l'American Party
- Nathaniel P. Banks, ancien démocrate puis free-soiler par anti-esclavagisme, fut élu président de la Chambre des représentants en 1854 grâce au soutien des Know Nothing et du Parti républicain, qu'il rallia peu de temps après ;
- Jacob Broom (1808-1864), candidat de l'American Party à l'élection présidentielle de 1852, fut élu par la Pennsylvanie à la Chambre des représentants (1855-57) ;
- John H. Campbell (1800-1868), membre du Native American Party, fut élu par la Pennsylvanie à la Chambre des représentants (1845-1847) ;
- Sam Houston, sénateur démocrate du Texas, fut réélu en 1855 sous les couleurs de l'American Party, sans doute pour manifester son opposition à l'Acte Kansas-Nebraska (approuvé par la quasi-totalité des démocrates sudistes) ;
- Lewis C. Levin (1808-1860), cofondateur de l'American Republican Party et agitateur anti-catholique lors des émeutes de 1844 à Philadelphie, élu par la Pennsylvanie à la Chambre des représentants (1845-1851), fut le premier parlementaire juif de l'histoire des États-Unis.

### Maires nativistes
- Levi Boone (1808-1882), petit-neveu de Daniel Boone, fut élu maire de Chicago (1855-56) ;
- Robert T. Conrad (1807-1858) fut élu maire de Philadelphie (1855-56) grâce au soutien des Whigs et des Know Nothing ;
- Thomas A. Davis (1798-1845) fut élu maire de Boston (1845) sous les couleurs du Native American Party ;
- James Harper, éditeur rendu célèbre par la publication du brûlot anti-catholique de Maria Monk (1836), fut élu maire de New York en 1844 sous les couleurs de l'American Republican Party ;
- John T. Towers (1811-1857), ancien whig, fut élu maire (1855-56) de Washington

### GouverneursKnow Nothing
- Peter F. Causey (1801-1871), ancien démocrate venu à l'American Party par le mouvement de la tempérance, fut gouverneur du Delaware (1855-1859) ;
- Henry J. Gardner (1819-1892), fut élu gouverneur du Massachusetts (1856-1858) ;
- Thomas H. Hicks (1798-1865), ancien démocrate puis whig, fut élu gouverneur du Maryland (1858-62) en tant que Know Nothing, avant de rallier le Parti républicain ;
- John N. Johnson, ancien démocrate, fut élu gouverneur de Californie (1856-1858) ;
- Ralph Metcalf (1798-1858), fut élu gouverneur du New Hampshire (1855-1857) ;
- Charles S. Morehead (1802-1868), ancien whig, fut élu gouverneur du Kentucky (1855-1859) à la suite d'une campagne nativiste et anti-catholique entachée par de sanglantes émeutes à Louisville.

### Autres personnalités ayant adhéré au mouvement
- Schuyler Colfax, ancien whig, rallié au Parti républicain avant son élection au Congrès (1855) ;
- Andrew Jackson Donelson, ancien démocrate, neveu du président Andrew Jackson, candidat à la vice-présidence des États-Unis en 1856 ;
- Millard Fillmore, ancien président whig des États-Unis, candidat à l'élection présidentielle de 1856 ;
- John Marshall Harlan, ancien whig, sudiste mais opposé aux sécessions, rallié au Parti républicain après la guerre civile ;
- Albert Pike, ancien whig, fut un orateur du mouvement.